# 圣若泽-杜坎佩斯特里
圣若泽-杜坎佩斯特里是巴西北大河州的一个市镇。总面积341.103平方公里，总人口12097人，人口密度35.5人/平方公里。